# Filix filix-mas
Filix filix-mas là một loài thực vật có mạch trong họ Dryopteridaceae. Loài này được (L.) Farw. miêu tả khoa học đầu tiên năm 1904.